# 张彦珩
张彦珩，洛阳人，清朝政治人物。

## 生平
順治三年（1646年）丙戌科進士。顺治十一年接替朱国潘任福建兴化府知府一职，顺治十四年由顾镛接任。